# Ouragan Erin (2025)
Pour les articles homonymes, voir Cyclone tropical Erin.
L'ouragan Erin est le cinquième cyclone tropical de la saison 2025 dans l'Atlantique nord, le premier à atteindre le seuil d'ouragan et même d'ouragan majeur. Cet ouragan capverdien s'est développé d'une onde tropicale ayant quitté l'Afrique de l'ouest pour devenir une tempête tropicale juste après être passée à l'ouest des îles du Cap-Vert le 11 août. Traversant rapidement l'Atlantique tropical, Erin est devenu un ouragan en passant au large des Petites Antilles du nord le 15 août. Tournant vers l'ouest-nord-ouest, le système a connu une intensification rapide pour atteindre la catégorie 3 de l'échelle de Saffir-Simpson le 16 août au nord-est de l'ile d'Anguilla. Erin a atteint son apex à la catégorie 5 le même jour avant de faiblir le 17 août en passant au large de Porto. Rico et des îles Turques-et-Caïques. L'ouragan s'est ensuite faufilé entre les Bahamas, la côte est des États-Unis et les Bermudes.
L'onde tropicale initiale a causé le décès de 9 personnes par des inondations et d'importants dégâts sous des pluies torrentielles sur les îles de l'ouest de l'archipel du Cap-Vert.

## Évolution météorologique
Le National Hurricane Center (NHC) américain a commencé à suivre une onde tropicale sortie de la côte ouest africaine le 8 août. Évoluant vers le nord-ouest dans un environnement marginalement favorable, elle a développée en surface la dépression tropicale nommée Erin le 11 août à 455 km à l'ouest-nord-ouest des îles du Cap-Vert. Le système s'est ensuite déplacé de 20 à 30 km/h vers l'ouest, traversant l'Atlantique tropical, son creusement limité par des eaux de surface de la mer marginalement chaudes (26 à 27 °C) ainsi qu'un entraînement d'air sec et stable dans les tours  convectives.
À 21 h UTC le 14 août, des veilles cycloniques ont été lancées pour les Petites Antilles, d'Antigua-et-Barbuda et au nord, alors qu'Erin était à plus de 1 200 km de celles-ci et entrait sur des eaux plus chaudes, favorables à son développement. À 15 h UTC le 15 août,Erin a finalement atteint le stade d'ouragan de catégorie 1 à 740 km à l'est de ces îles tout en commençant à se diriger plus vers l'ouest-nord-ouest.

Erin passant au nord de Porto Rico et à l'est de Grand Turque.

Entamant une intensification rapide, le NHC l'a reclassé à la catégorie 2 dès 3 h UTC le 16 grâce aux données satellitaires et aux rapports des avions de reconnaissance. Erin a été déclaré un ouragan majeur par le NHC à 9 h UTC alors qu'il était à 275 km à l'est-nord-est d'Anguilla. Ses bandes orageuses externes affectaient les îles les plus au nord des Petites Antilles et Porto Rico. À la suite d'un rapport de reconnaissance aérienne, son intensité est rehaussé à la catégorie 4 à 9 h 50 UTC. À 15 h 20 UTC, grâce à de nouveaux rapports, l'ouragan est reclassé finalement de catégorie 5 à 170 km au nord d'Angilla. Il a atteint son intensité maximale une heure plus tard avec des vents soutenus de 260 km/h et une pression centrale de 915 hPa puis a commencé un replacement du mur de l'œil.
À 0 h UTC le 17, Erin était déjà retombé à la catégorie 4 à 235 km au nord de Porto Rico, mais augmentait en diamètre. Les îles Turques-et-Caïques et le sud-est des Bahamas étaient avertis qu'une partie de ses pluies, son onde de tempête et de fortes vagues les affecteraient bientôt. À 6 h UTC, l'ouragan était repassé à la  catégorie 3 et sa vitesse de déplacement commençait à ralentir.
Au cours de la nuit du 17 au 18 août, Erin est remonté à la catégorie 4 mais surtout s'est élargi avec la zone de vents de force ouragan et de tempête tropicale s'étendant respectivement jusqu'à 70 milles marins (130 km) et 320 km de l'œil qui lui même était d'environ 30 milles marins (56 km) de diamètre. À 12 h UTC, l'ouragan passait à 190 km au nord-nord-est de Grand Turque et les alertes cycloniques étaient étendues jusqu'aux îles centrales des Bahamas. Sa vitesse de déplacement ralentissait ensuite à moins de 20 km/h. À 21 h UTC, le NHC a émis une veille cyclonique pour la région des Outer Banks et de la baie de Pamlico en Caroline du Nord. Cependant, il est redescendu à la catégorie 3 dès la nuit suivante, à cause d'une augmentation du cisaillement des vents en altitude, et à la catégorie 2 à 12 h UTC le 19 août en plus d'amorcer un virage vers le nord à plus de 500 km à l'est de Nassau (Bahamas). En même temps, il augmentait de diamètre avec ses vents de force tempête tropicale s'étendant jusqu'à 335 km du centre.

## Conséquences
| Pays     | Directs | Indirects | Dommages (Milliards $US) | Réf. |
| -------- | ------- | --------- | ------------------------ | ---- |
| Cap-Vert | 8       | 1         | N/D                      | ,    |
| Total    | 8       | 1         | N/D                      |      |
| Total    | 9       |           | N/D                      |      |

### Îles du Cap-Vert
Les orages reliés à l'onde tropicale, avant la formation d'Erin, ont causé des inondations et tués 9 personnes à São Vicente, l'une des îles du Cap-Vert, en plus de provoquer des disparitions, des véhicules emportés, des dégâts à plusieurs habitations, des routes détruites et des ponts effondrés,. Les autorités rapportent qu'une des victimes est morte indirectement par électrocution. En 5 heures, l'île a enregistré des cumuls de 192,3 mm de pluie . Le gouvernement a déclaré l'état d'urgence pour São Vicente et l'île voisine de Santo Antão où la ville de Alto Mira a été isolée en raison d'un éboulement sur une route,. Le 14 août, la Banque mondiale a approuvé une aide d'urgence de 10 millions de dollars dans le cadre d'un programme de coopération pour aider le gouvernement vers une reprise économique.

### Antilles

Boucle radar du 16 août au large de Porto Rico.

#### Préparatifs
À la suite de la veille cyclonique pour les Petites Antilles du nord le 14 août, la sécurisation des endroits vulnérables par des sacs de sable a été accéléré aux îles Vierges des États-Unis. La sécurité civile d'Antigua-et-Barbuda a mis ses équipes de secouristes volontaires sur un pied d'alerte. Liat Air a annulé ses vols vers les îles Vierges britanniques et Saint-Martin (île). De même, Caribbean Airlines a annulé ses vols vers Tortola.
Le 15 août, l'agence fédérale de gestion des urgence américaine (FEMA) et d'autres agences ont déployé plus de 200 employés à Porto Rico alors que les prévisionnistes du National Weather Service ont émis une alerte aux inondations pour l'ensemble du territoire. La secrétaire au logement de Porto Rico a déclaré que 367 abris étaient disponibles si une évacuation devenait nécessaire. Les garde-côtes américains ont fermé six ports maritimes à Porto Rico et deux dans les îles Vierges des États-Unis à tous les navires entrants, à moins qu'ils n'aient reçu une autorisation préalable. Aux Bahamas, les autorités ont déclaré avoir préparé des abris publics et demandé à la population de suivre la situation de près. Le maire de Saint-Domingue en République dominicaine a dépêché des équipes pour nettoyer les infrastructures de drainage du Distrito Nacional.
Le 17 août, le service météo des Bahamas, qui fournit également certains services météorologiques aux îles Turques-et-Caïques, a émis une alerte de tempête tropicale pour ces îles et les îles du sud-est des Bahamas.

#### Effets
Une mer agitée a touché une grande partie des îles du nord des Petites Antilles, de Porto Rico et de la côte nord d'Hispaniola. En six heures le 16 août, au col des Mamelles en Guadeloupe, il est tombé 63 mm de pluie. De grandes quantités de sargassum se sont échouées les plages de Sint Maarten et celles du nord de la République dominicaine, les toxines provenant de leur décomposition pouvant causer de graves problèmes aux humains et à la vie marine,. 
De fortes pluies ont provoqué des inondations sur les routes  et plus de 159 000 clients ont été privés d'électricité à Porto Rico, selon la société qui supervise la transmission et la distribution d'électricité sur l'île,.
Des mers agitées ont également affecté les îles Lucayes (Bahamas et Turques-et-Caïques).

### Bermudes
À 21 h UTC le 19, le service météorologique des Bermudes a émis une veille de tempête tropicale pour l'archipel. Le service de traversiers vers Saint George's a été annulé ainsi que la venue de nombreux navires de croisières pour au moins 72 heures à cause de l'état de la mer.

### Côte est des États-Unis

Côte Est des États-Unis en avertissement d'onde de tempête et de submersion marine le 20 août 2025.

Les comtés de Dare et Hyde, en Caroline du Nord, ont déclaré l'état d'urgence le 17 août et émis des ordres d'évacuation obligatoires pour l'île Hatteras et l'île Ocracoke en raison des impacts possibles de l'ouragan Erin, les inondations par l'onde de tempête étaient la menace principale. De plus, le Cape Hatteras National Seashore a annoncé qu'il fermerait les plages, l'accès aux véhicules tout-terrain et à ses installations, particulièrement achalandées en cet saison estivale. Les évacuations commencèrent pour les touristes le lendemain et pour les résidents le 19 août. La baie d'Albemarle et le sud-est de la Virginie ont été ajoutées le 19 août à l'alerte cyclonique.
En Caroline du Nord, les responsables de Wrightsville Beach et d'Ocean Isle Beach ont émis des avis d'interdiction de baignade jusqu'au 22 août, après que les sauveteurs ont signalé avoir effectué plus de 50 sauvetages en mer. Le 20 août, Erin a commencé à se diriger entre le cap Hatteras et les Bermudes. Ses vents de force de tempête tropicale s'étandait jusqu'à plus de 400 km du centre et les autorités ont déconseillé la baignade de la Floride au Massachusetts à cause des vagues et de l'onde de tempête qui se propagent loin de l'ouragan.

## Statistiques
L'intensification d'Erin, 70 hPa en 24 heures, a été la plus rapide de tous les cyclones tropicaux de l'Atlantique enregistrés avant le 1er septembre dans les annales. C'est également le deuxième ouragan le plus intense, par pression centrale, formé avant le 16 août, seulement derrière Allen en 1980.